# ۀ
Ë est une lettre additionnelle de l’alphabet arabe, ‹ ۀ ›, et heh yeh suscrit ou heh hamza suscrit est une ligature, ‹ هٔ ›, qui est utilisée dans l’écriture du persan, ou du pachto au Pakistan.

## Utilisation
En pachto au Pakistan, ‹ هٔ › (avec la forme isolée ‹ هٔ › et la forme finale ‹ ـهٔ ›) représente une voyelle moyenne centrale /ə/, transcrite avec ‹ ه › (avec la forme isolée ‹ ه › et la forme finale ‹ ـه ›) en pachto en Afghanistan.
En persan, le heh avec yeh suscrit ‹ هٔ › (avec la forme isolée ‹ هٔ › et la forme finale ‹ ـهٔ ›), représente le son [ je] de l’ezafe après les voyelles [aː] et [uː].

## Représentations informatiques
Pour des raisons techniques historiques, cette lettre ou ligature peut être codés de manières différentes et non équivalentes :
- ۀ U+06C0, équivalent à ۀ U+06D5 U+0654 (voir ە U+06D5, utilisé en kazakh, kirghiz, kurde sorani, ouïghour, ouzbek, turkmène), forme proscrite en persan[4] ;
- هٔ U+0647 U+0654, caractères heh et hamza suscrit en théorie utilisés en ourdou, pachto, persan.